# Евстафьев, Игорь Борисович
Игорь Борисович Евстафьев (род. 29 апреля 1937 год) — советский и российский военный деятель, учёный-химик, профессор (1984), генерал-лейтенант (1993).

## Биография
Военнослужащий, главный научный сотрудник в/ч 64518 (Войска радиационной, химической и биологической защиты). До увольнения с воинской службы (04.02.1994) — заместитель начальника войск радиационной, химической и биологической защиты Министерства обороны Российской Федерации по вооружению и научно-исследовательской работе, генерал-лейтенант (1993).
Участник ликвидации последствий аварии на Чернобыльской АЭС.
С 1994 года главный научный сотрудник ЦНИИХМ.
Доктор технических наук, профессор, академик РАЕН (20.05.1992).
Автор научных работ оборонного значения в области математического моделирования химических процессов, теории и методов оценки эффективности сложных технических комплексов.

## Награды
Дважды лауреат Государственной премии СССР (1978, 1990).